# Wapen van Ovezande

Wapen van Ovezande

Het wapen van Ovezande werd op 31 juli 1817 bevestigd door de Hoge Raad van Adel aan de Zeeuwse gemeente Ovezande. Per 1970 ging Ovezande op in de gemeente Borsele. Het wapen van Ovezande is daardoor definitief komen te vervallen als gemeentewapen.

## Blazoenering
De blazoenering van het wapen luidde als volgt:
In goud een golvende dwarsbalk van sinopel, boven vergezeld van een ring van azuur, onder van een fazant van keel, staande op een losse grond van sinopel.
De heraldische kleuren zijn goud (goud of geel), sinopel (groen), sabel (zwart) en keel (rood). De site Nederlandse Gemeentewapens heeft het over een ring van azuur, terwijl deze in het register van de Hoge Raad van Adel als sabel afgebeeld wordt. Tevens wordt in het register van de Hoge Raad van Adel zelf geen beschrijving gegeven, maar een afbeelding. Overigens is een variant van het wapen bekend waarin de ring als keel afgebeeld wordt.

## Verklaring

Heerlijkheidswapen (zonder dwarsbalk) uit de 17e eeuw

Het gemeentewapen van Ovezande vormde eerder het wapen van heerlijkheid Ovezande. Het wapen wordt genoemd in de Nieuwe Cronyk van Zeeland van Smallegange eind 17e eeuw. Het verhaal gaat dat hiermee de naam van het dorp wordt uitgebeeld: snel uitgesproken klinkt het "O - fazant" als "Ovezande". Daarmee zou het wapen dus een sprekend wapen zijn. De naam Ovezande is ontstaan omdat het dorp vroeger alleen bij laag water bereikbaar was en men over het zand moest. Met de golvende baan wordt waarschijnlijk het voormalige zeearm Zwake afgebeeld, waarbij het groen dan symbool staat voor inpoldering.